# Teodor Kocerka
Teodor Kocerka (født 6. august 1927 i Bydgoszcz, død 25. september 1999 i Warszawa) var en polsk roer, som deltog tre olympiske lege i midten af 1900-tallet.
Kocerkas første OL var i 1952 i Helsinki, hvor han indledte med at være polsk flagbærer ved åbningsceremonien. Sportsligt stillede han op i singlesculler og kvalificerede sig til semifinalen med en andenplads i sit indledende heat. I semifinalen blev han nummer fire og sidst, men derefter vandt han sit opsamlingsheat og kom dermed i finalen. Denne blev først og fremmest en kamp mellem Jurij Tjokalov fra Sovjetunionen og Merv Wood fra Australien, og den indtil disse lege stort set ukendte Tjokalov vandt guld foran Wood, mens den næsten lige så ukendte Kocerka sikrede sig bronzemedalje.
OL blev begyndelsen på en stor karriere i singlesculler for Kocerka, der vandt EM-sølv i både 1953 og 1954, inden han hentede EM-guldet i 1955. Ved OL 1956 i Melbourne måtte han dog tage til takke med en fjerdeplads, men samme år vandt han EM-bronze, en bedrift han gentog i 1959.
Ved OL 1960 i Rom var Kocerka igen polsk flagbærer ved åbningsceremonien. På vandet måtte han igennem opsamlingsheatet, før han var klar til finalen. I dette løb var vinderen fra OL 1956 og europamester fra 1959, Vjatjeslav Ivanov fra Sovjetunionen, favorit, og han sikrede sig da også guldet i sikker stil, mens tyskeren Achim Hill fik sølv foran Kocerka på tredjepladsen.